# Кечшур (присілок)
Кечшу́р (рос. Кечшур) — присілок в Якшур-Бодьїнському районі Удмуртії, Росія.
Населення — 26 осіб (2010; 34 в 2002).
Національний склад (2002):
- удмурти — 97 %